# Stefan Beyer
Stefan Beyer (* 1961) ist Professor für Elektrische Maschinen und Antriebe, Energieelektronik, Grundlagen der Elektrotechnik an der Hochschule Hannover.

## Leben
Beyer studierte Elektrotechnik an der TU Braunschweig bis 1989 im Schwerpunkt Energietechnik und arbeitete in dieser Zeit drei Jahre als wiss. Hilfskraft im Maschinen- und Elektronik-Labor am Institut für Elektrische Maschinen, Antriebe und Bahnen (IMAB). 1987 bis 1995 war Beyer Dozent in der Erwachsenenbildung für die Hochschulzugangsberechtigung / Immaturenprüfung.
Im Jahr 1997 erfolgte Promotion über PM-erregte Transversalflussmaschinen.
Anschließend folgte eine Tätigkeit in der Projektleitung Energieerzeugung mit einem drehzahlvariablen Generatorsystem in Flußwasserkraftwerken bei der WKB-Rodenberg.
Ab 1998 war Beyer als Entwicklungsingenieur „Neue Konzepte für Kleinantriebe im Kraftfahrzeug“ bei der Robert Bosch GmbH Energy&Body-Systems (RB-EB) in Bühl tätig und übernahm die Plattform-Projektleitung Elektrische Antriebe für kraftunterstützende Lenksysteme. Ab 2003 folgte die Leitung der EB-Entwicklung elektronisch kommutierte Motoren in der Voraus- und Produktentwicklung in Bühl.

## Forschung und Lehre
Die Lehrgebiete Beyers sind Elektrische Maschinen und Antriebe, Energieelektronik, und Grundlagen der Elektrotechnik.
Seine Forschung gilt vornehmlich den elektrischen Maschinen, Antrieben und der Energieelektronik.

## Publikationen
- Stefan Schmitt et al.: Reducing noise of sheeted electrical steel inductors in PWM operation. In: PCIM Europe, International Exhibition & Conference for Power Electronics, Intelligent Motion, Power Quality, 2009. Mesago PCIM, Stuttgart 2009, ISBN 978-3-8007-3158-9, S. 690–695 (englisch).
- Stefan Beyer: Untersuchungen am magnetischen Kreis der permanentmagneterregten Transversalflussmaschine in Sammler-Bauweise. 1. Auflage. Papierflieger, Clausthal-Zellerfeld 1997, ISBN 3-932243-74-9.